# CUNY Graduate Center
La Graduate School and University Center of the City University of New York (CUNY Graduate Center) és un centre de recerca de titularitat pública i una universitat de postgrau de Nova York. És la principal institució que concedeix doctorats del sistema de la Universitat de la Ciutat de Nova York (CUNY). L'escola es troba al número 365 de la Cinquena Avinguda a Midtown. El CUNY Graduate Center té 4.600 estudiants, 31 programes de doctorat, 14 programes de màster i 30 centres i instituts de recerca. Diversos programes de doctorat del CUNY Graduate Center, com Criminal Justice, English, History, Philosophy and Sociology, han estat classificats entre els 30 millors dels Estats Units d'Amèrica.
El professorat del CUNY Graduate Center inclou els guanyadors del Premi Nobel, el Premi Abel, el Premi Pulitzer, la Medalla Nacional d'Humanitats, la Medalla Nacional de la Ciència, la National Endowment for the Humanities, la Beca Rockefeller, el premi Rolf Schock, el premi Bancroft i el premi Wolf, els premis Grammy, i membres de l'Acadèmia Americana d'Arts i Ciències i l'Acadèmia Nacional de Ciències.